# Željava
Željava (régebben "Šeljava") falu Horvátországban Lika-Zengg megyében. Közigazgatásilag Plitvička Jezerához tartozik.

## Fekvése
Otocsántól légvonalban 39 km-re, közúton 65 km-re keletre, községközpontjától Korenicától légvonalban 13 km-re közúton 23 km-re északra, az 1-es számú főúttól keletre a Plitvicei Nemzeti Park keleti szélén, a bosnyák határ mellett fekszik.

## Története
A település 1780 körül keletkezett. Mint egykori határtelepülés sokat szenvedett az 1788 és 1791 között dúlt osztrák-török háborúban. 1789 májusában Željavánál verték meg az otocsáni határőrezred katonái az országba betört török sereget. 1789 augusztusában Ostrošac és Izačić felől a török újra betört a településre, de ismét kiűzték a határőrök. Később határmenti fekvése ellenére mégis lassú fejlődésnek indult. A benépesülés üteme különösen 1878, a török Boszniából való távozása után ugrott meg, amikor a vidéke biztonságossá vált. 1857-ben 13 házában még csak 69 lakos élt, 1910-ben már 876 lakosa volt, akik közül 651 görögkeleti és 225 római katolikus vallású volt. A trianoni békeszerződés előtt Lika-Korbava vármegye Korenicai járásához tartozott. Ezt követően előbb a Szerb-Horvát-Szlovén Királyság, majd Jugoszlávia része lett. 1991-ben a független Horvátország része lett, de szerb lakossága még az évben Krajinai Szerb Köztársasághoz csatlakozott. A horvát hadsereg 1995. augusztus 6-án a Vihar hadművelet keretében foglalta vissza a község területét. Szerb lakói akik a ličko petrovo seloi parókiához tartoztak nagyrészt elmenekültek. A falunak 2011-ben már csak 38 lakosa volt.

## Lakosság
| Lakosság változása | Lakosság változása | Lakosság változása | Lakosság változása | Lakosság változása | Lakosság változása | Lakosság változása | Lakosság változása | Lakosság változása | Lakosság változása | Lakosság változása | Lakosság változása | Lakosság változása | Lakosság változása | Lakosság változása | Lakosság változása |
| ------------------ | ------------------ | ------------------ | ------------------ | ------------------ | ------------------ | ------------------ | ------------------ | ------------------ | ------------------ | ------------------ | ------------------ | ------------------ | ------------------ | ------------------ | ------------------ |
| 1857               | 1869               | 1880               | 1890               | 1900               | 1910               | 1921               | 1931               | 1948               | 1953               | 1961               | 1971               | 1981               | 1991               | 2001               | 2011               |
| 69                 | 0                  | 792                | 876                | 951                | 876                | 838                | 853                | 374                | 382                | 455                | 245                | 175                | 150                | 51                 | 38                 |

(1869-ben lakosságát Ličko Petrovo Selohoz számították)

## Nevezetességei
A település a jugoszláv néphadsereg (JNA) Željava légitámaszpontjáról volt nevezetes. Helyét alapos körültekintéssel választották ki, ebben a legnagyobb szerepet a település geostratégiai helyzete játszotta tekintettel arra, hogy kedvező fekvése alapján hosszú ideig védhető sikeresen. Földfelszín alatti létesítményei megfelelnek mind a klasszikus, mind az atomháború követelményeinek akár húsz kilotonna erejű atomcsapás esetén is. A légibázis 1968-ra épült ki teljesen, melyet meggyorsítottak a prágai tavasz és leverésének eseményei. Ma használaton kívül áll.